# رود ترنوفکا
رود ترنوفکا (انگلیسی: Ternovka) یک رودخانه در استان ورونژ کشور روسیه است.